# Kaufmännische Berufsschule Eisenach

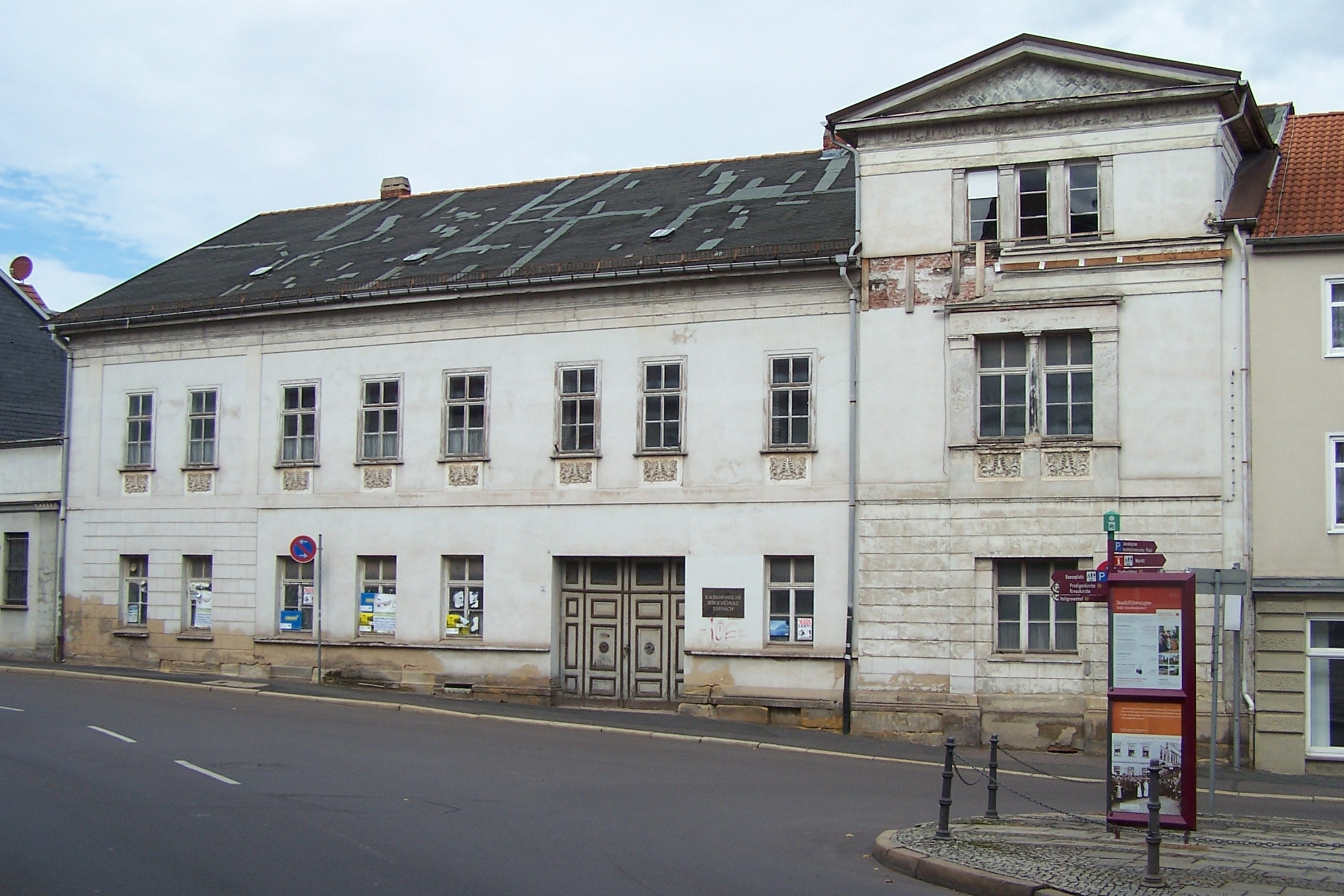
Die frühere Kaufmännische Berufsschule vor der Sanierung

Die frühere Kaufmännische Berufsschule Eisenach ist ein denkmalgeschütztes Gebäude in Eisenach in Thüringen. Sie befindet sich auf dem Grundstück Georgenstraße 26 im Stadtzentrum von Eisenach in unmittelbarer Nähe zum Schwarzen Brunnen. 

## Geschichte
Das Gebäude wurde in der ersten Hälfte des 19. Jahrhunderts im Stil des Klassizismus errichtet. 1842 bis 1919 diente das Gebäude als Geschäftshaus der Eisenacher Unternehmerfamilie von Eichel-Streiber, die die Innenräume mit reichhaltigem Stuck an Wänden und Decke verzieren ließ, der teils bis heute erhalten ist. 1919 erwarb die Stadt das Gebäude und vermietete bzw. nutzte es bis 1957 unter anderem als Fürsorgestelle für Lungenkranke und als Arbeitsamt. 1957 ging das Gebäude in den Besitz der Handelsorganisation über, die es umbaute und zur kaufmännischen Berufsschule umnutzte. 1980 wurde das Gebäude unter Denkmalschutz gestellt. Als Berufsschule diente das Haus bis 1989, 1990 erwarb es die Stadt zurück. Seit dem Auszug der Berufsschule steht das Gebäude leer, die Stadt verkaufte es 1993 an eine Privatperson weiter, die es nicht nutzte und verfallen ließ. 
Hausschwamm und Holzwurmbefall setzten dem Gebäude zu, so dass zwischenzeitlich Einsturzgefahr bestand. 2009 erwarb der Investor des benachbarten Parkhauses „Am Markt“ das Gebäude und leitete Schritte zur baulichen Sicherung ein.